# Oostelijke Bosporus
De Oostelijke Bosporus (Russisch: Босфор Восточный; Bosfor Vostotsjny) is een zeestraat in de Baai van Peter de Grote van de Japanse Zee tussen het Moeravjov-Amoerskischiereiland en de eilanden Roesski en Jeleny in de Russische kraj Primorje. De ongeveer 9 kilometer lange en op haar nauwste punt 800 meter brede straat verbindt de Amoerbaai met de Oessoeribaai. Op 2 juli 2012 werd hier de langste brug van Rusland geopend met een overspanningslengte van 1.104 meter. De brug naar Roesski-eiland is een tuibrug.

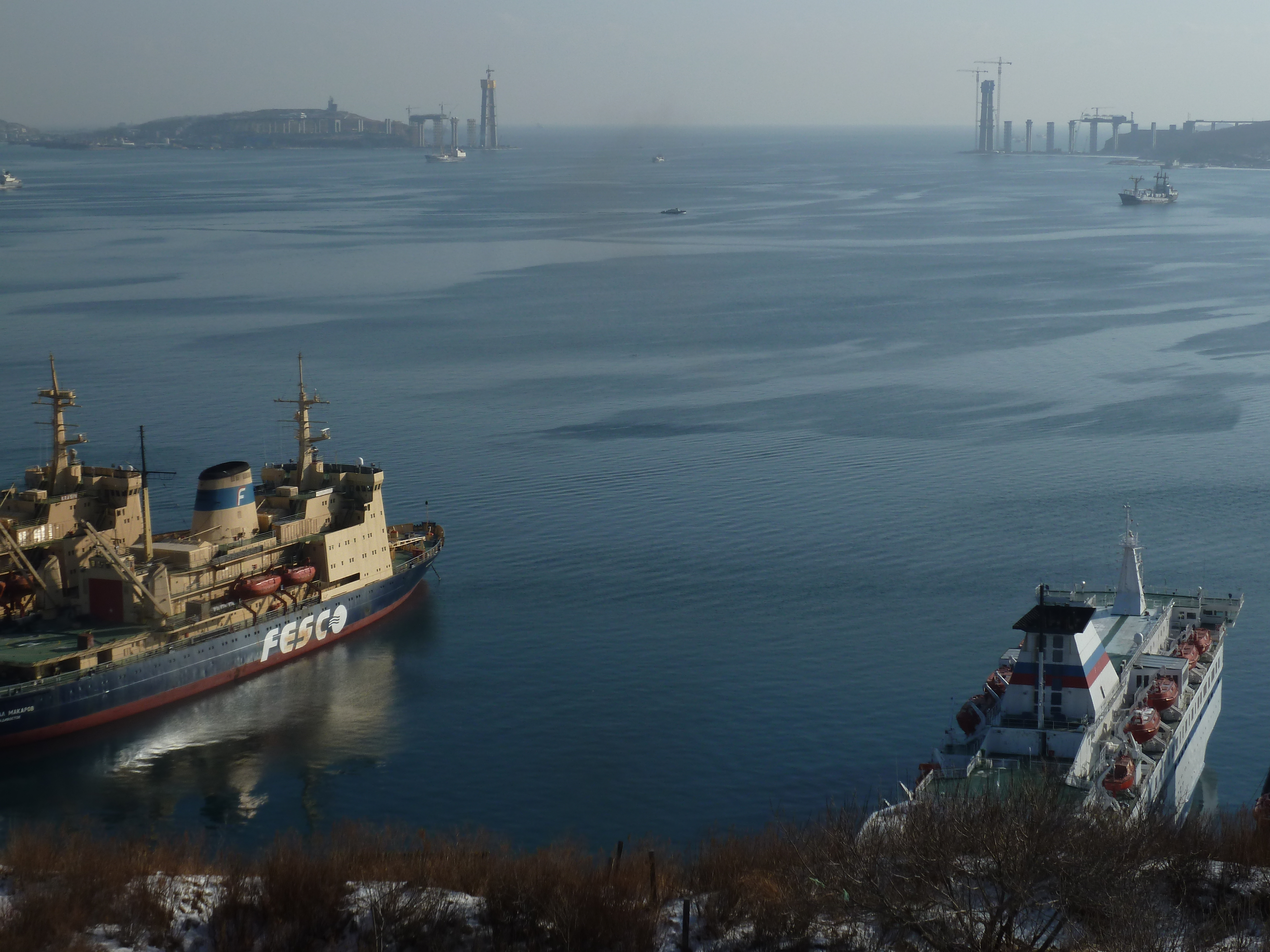
De Oostelijke Bosporus